# Lukáš Paleček
Lukáš Paleček (* 15. prosince 1980 Ostrava) je český profesionální fotbalový brankář, který od jara 2014 působil v Třinci. Před sezonou 2022/23 přestoupil do TJ Sokol Nýdek.

## Hráčská kariéra

### První liga
Ostravský rodák a odchovanec Baníku chytal v I. lize ČR za Marilu Příbram. Debutoval v neděli 7. března 2004 v domácím utkání proti Opavě (nerozhodně 2:2), kdy vystřídal zraněného Oldřicha Pařízka. V prvních dvou utkáních, která absolvoval celá, zůstal nepřekonán – v sobotu 13. března 2004 v Českých Budějovicích (nerozhodně 0:0) a v neděli 21. března téhož roku doma se Slováckem (výhra 1:0). Naposled se v nejvyšší soutěži objevil v neděli 3. prosince 2006 v Plzni (prohra 0:2).

### Druhá liga
Prošel několika druholigovými kluby. Poprvé si ve druhé nejvyšší soutěži zachytal v dresu Třince, dále hrál za Žižkov, Vítkovice, Most, Karvinou a od jara 2014 opět hájí branku Třince.

### Nižší soutěže
V Moravskoslezské fotbalové lize působil v B-mužstvu Baníku Ostrava a Dolním Benešově. V České fotbalové lize hrál za příbramské B-mužstvo a Prachatice.

### Ligová bilance
| Ročník                              | Zápasy | Góly | Minuty | Nuly | Klub                  |
| ----------------------------------- | ------ | ---- | ------ | ---- | --------------------- |
| MSFL 1999/00                        | –      | 0    | –      | –    | FC Baník Ostrava „B“  |
| MSFL 2000/01                        | –      | 0    | –      | –    | FC Baník Ostrava „B“  |
| II. liga 2000/01                    | 1      | 0    | 90     | 0    | FK Třinec             |
| MSFL 2001/02                        | –      | 0    | –      | –    | FC Baník Ostrava „B“  |
| ČFL 2002/03                         | –      | 0    | –      | –    | FK Marila Příbram „B“ |
| ČFL 2003/04                         | –      | 0    | –      | –    | FK Marila Příbram „B“ |
| I. liga 2003/04                     | 6      | 0    | 482    | 2    | FK Marila Příbram     |
| ČFL 2004/05                         | –      | 0    | –      | –    | FK Marila Příbram „B“ |
| II. liga 2004/05                    | 1      | 0    | 90     | 0    | FK Viktoria Žižkov    |
| ČFL 2005/06                         | –      | 0    | –      | –    | FK Tatran Prachatice  |
| ČFL 2006/07                         | –      | 0    | –      | –    | FK Marila Příbram „B“ |
| I. liga 2006/07                     | 1      | 0    | 56     | 0    | FK Marila Příbram     |
| II. liga 2007/08                    | 8      | 0    | 720    | 0    | FC Vítkovice          |
| MSFL 2007/08                        | –      | 0    | –      | –    | FC MSA Dolní Benešov  |
| II. liga 2008/09                    | 19     | 0    | 1 710  | 6    | FK Baník Most         |
| II. liga 2009/10                    | 24     | 0    | 2 160  | 9    | FK Baník Most         |
| II. liga 2010/11                    | 25     | 0    | 2 182  | 5    | FK Baník Most         |
| II. liga 2011/12                    | 23     | 0    | 2 031  | 6    | MFK OKD Karviná       |
| II. liga 2012/13                    | 15     | 0    | 1 350  | 4    | MFK OKD Karviná       |
| II. liga 2013/14                    | 3      | 0    | 202    | 0    | MFK OKD Karviná       |
| II. liga 2013/14                    | 14     | 0    | 1 260  | 7    | FK Třinec             |
| II. liga 2014/15                    | 20     | 0    | 1 734  | 3    | FK Třinec             |
| II. liga 2015/16                    | 28     | 0    | 2 520  | 8    | FK Třinec             |
| II. liga 2016/17                    | 29     | 0    | 2 610  | 6    | FK Třinec             |
| II. liga 2017/18                    | 26     | 0    | 2 340  | 9    | FK Třinec             |
| II. liga 2018/19                    | 5      | 0    | 450    | 0    | FK Třinec             |
| CELKEM I. liga (2004–2006)          | 7      | 0    | 538    | 2    |                       |
| CELKEM II. liga (2001–2022)         | 241    | 0    | 21 449 | 63   |                       |
| CELKEM III. liga – MSFL (1999–2008) | –      | 0    | –      | –    |                       |
| CELKEM III. liga – ČFL (2002–2007)  | –      | 0    | –      | –    |                       |